# Connecticuts guvernör
Connecticuts guvernör är chef över den verkställande makten i Connecticut och högste befälhavare (commander-in-chief) för delstatens nationalgarde. I guvernörens plikter ingår att godkänna eller lägga in sitt veto mot lagar stiftade av Connecticuts parlament och att sammankalla parlamentet. Till skillnad från de flesta guvernörer i amerikanska delstater har Connecticuts guvernör inte rätt att bevilja nåd.

## Om ämbetet och historik
Den nuvarande grundlagen för Connecticut ratificerades 1965 och slår fast att guvernörens mandatperiod är fyra år, som inleds på onsdagen efter den första måndagen i januari efter ett val. Den tidigare grundlagen från 1818 hade från början en mandatperiod på bara ett år för guvernörer; detta förlängdes till två år 1875, och fyra år 1948. Förändringen 1875 fastställde också startdatumet för mandatperioden till den nuvarande, dessförinnan gällde den första onsdagen i maj efter ett val. Grundlagen stadgar också att en viceguvernör (lieutenant governor, före 1818 deputy governor) skall väljas för samma period som guvernören. Dessa är valda via samma valsedel sedan 1962. Om det uppstår en vakans i tjänsten som guvernör blir viceguvernören guvernör. Innan 1965 års grundlag antogs, var viceguvernören i sådana fall bara tillförordnad guvernör.
Connecticut stiftade inte en egen grundlag förrän flera decennier efter att den blev delstat i USA. Fram till 1818 styrdes delstaten enligt reglerna från dess tid som brittisk koloni. Dessa regler stadgade att guvernör skulle väljas varje år, mandatperioden tog då slut den andra torsdagen i maj.
Det har varit 67 guvernörer av delstaten, som har tjänstgjort i 71 olika mandatperioder. De längsta tiderna i tjänst var i delstatens tidigare år, när tre guvernörer valdes för tio eller fler ettåriga mandatperioder. Den längsta perioden hade den förste guvernören, Jonathan Trumbull, som tjänstgjorde i 14 ½ år, i sju av de åren som guvernör över kolonin Connecticut. Den längsta tiden utan annan position hade den förres son, Jonathan Trumbull, Jr., som tjänstgjorde i 11 ½ år. Den kortaste tjänstgöringstiden hade Hiram Bingham III, som bara var i tjänst i en dag innan han avgick för att bli amerikansk senator. Den nuvarande guvernören M. Jodi Rell har en mandatperiod som går ut i januari 2011.
Numreringen av guvernörer i Connecticut räknas från den första kolonialguvernören 1639, därför börjar listan på guvernörer för delstaten på nummer 16.

## Lista över guvernörer i Connecticut (från 1776)

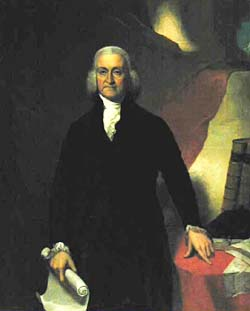
Jonathan Trumbull, förste guvernören i delstaten Connecticut, 16:e totalt.

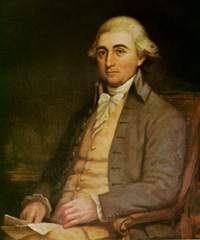
Jonathan Trumbull, Jr., 20:e guvernör i Connecticut

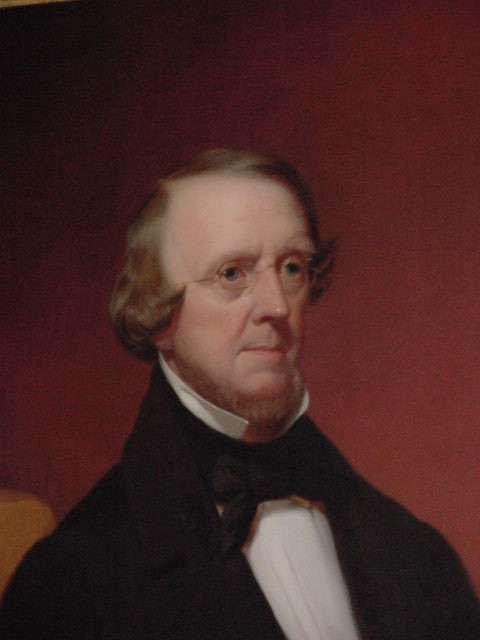
Roger Sherman Baldwin, 32:a guvernör i Connecticut, känd för sitt försvar i rättsfallet the Amistad.

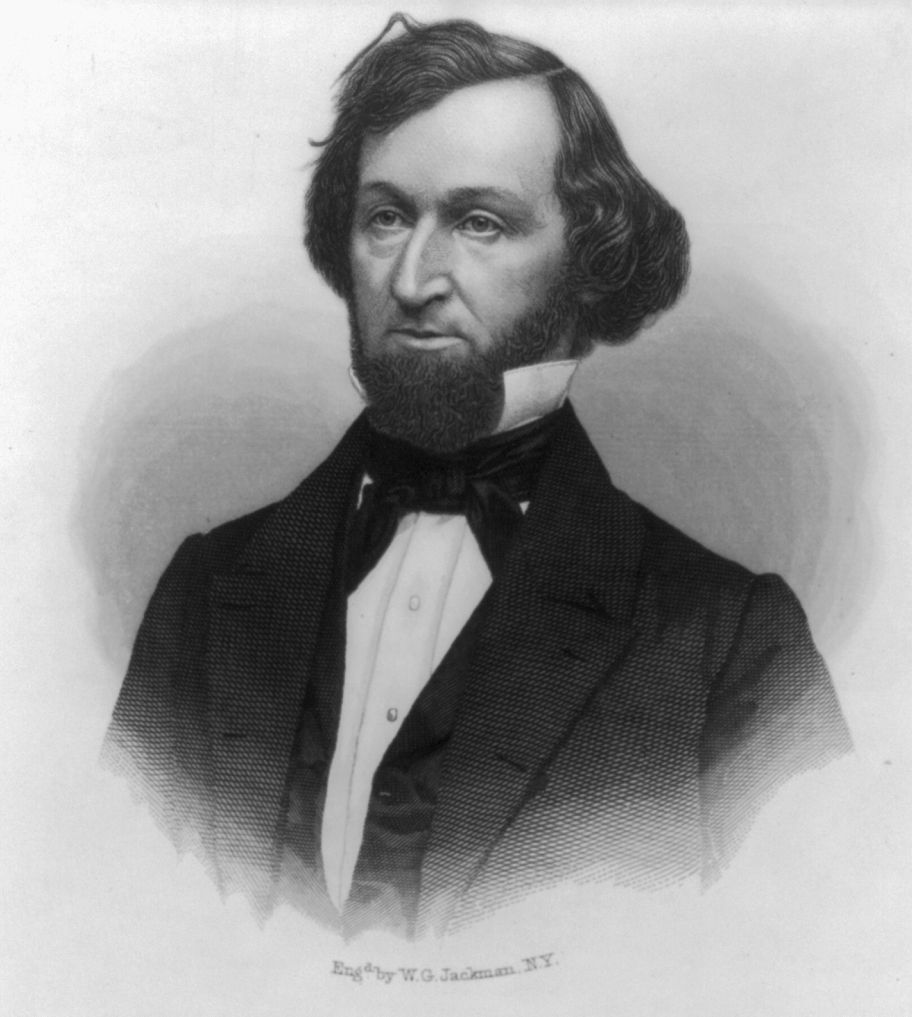
Thomas H. Seymour, 36:e guvernör i Connecticut

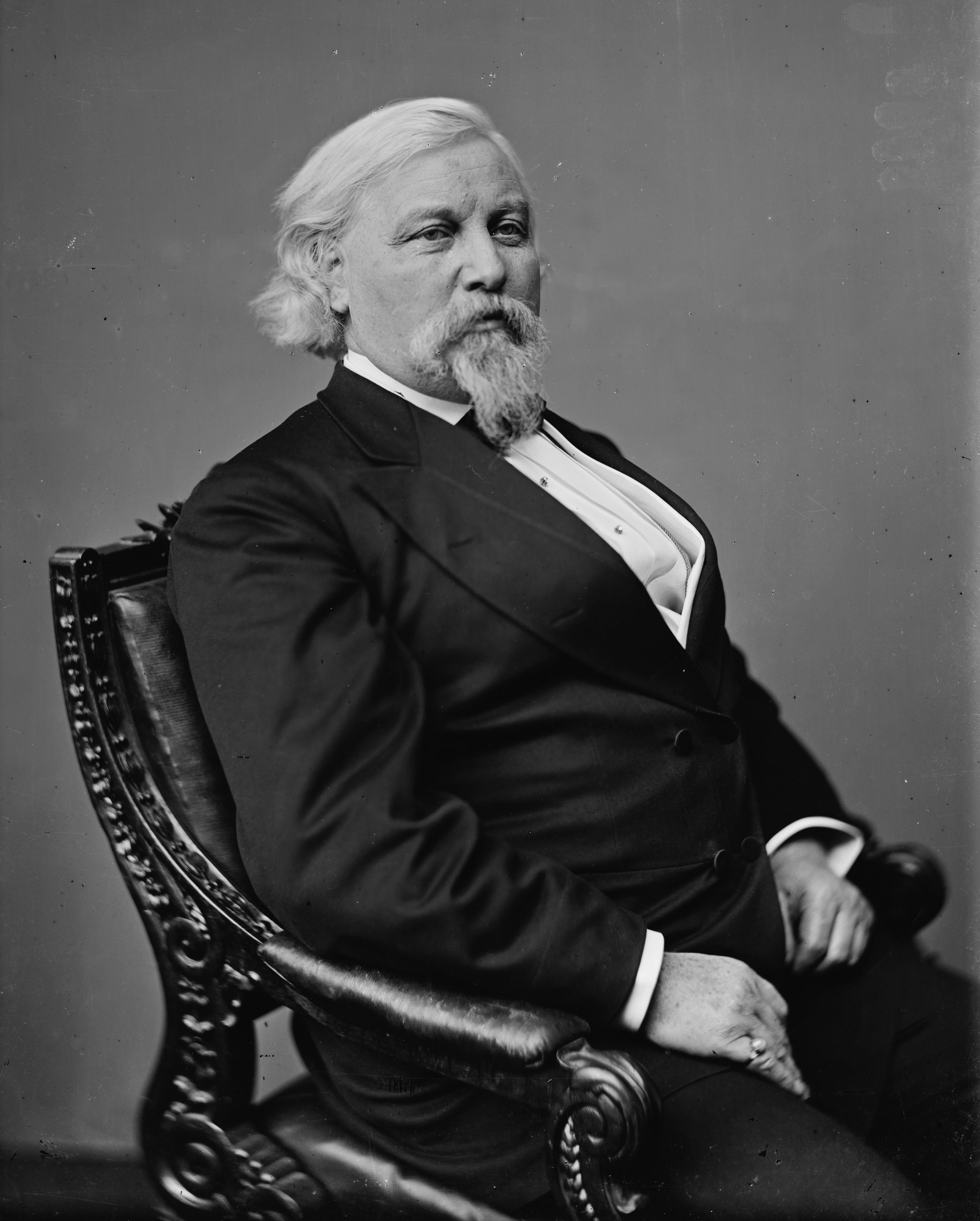
Marshall Jewell, 44:e och 46:e guvernör i Connecticut

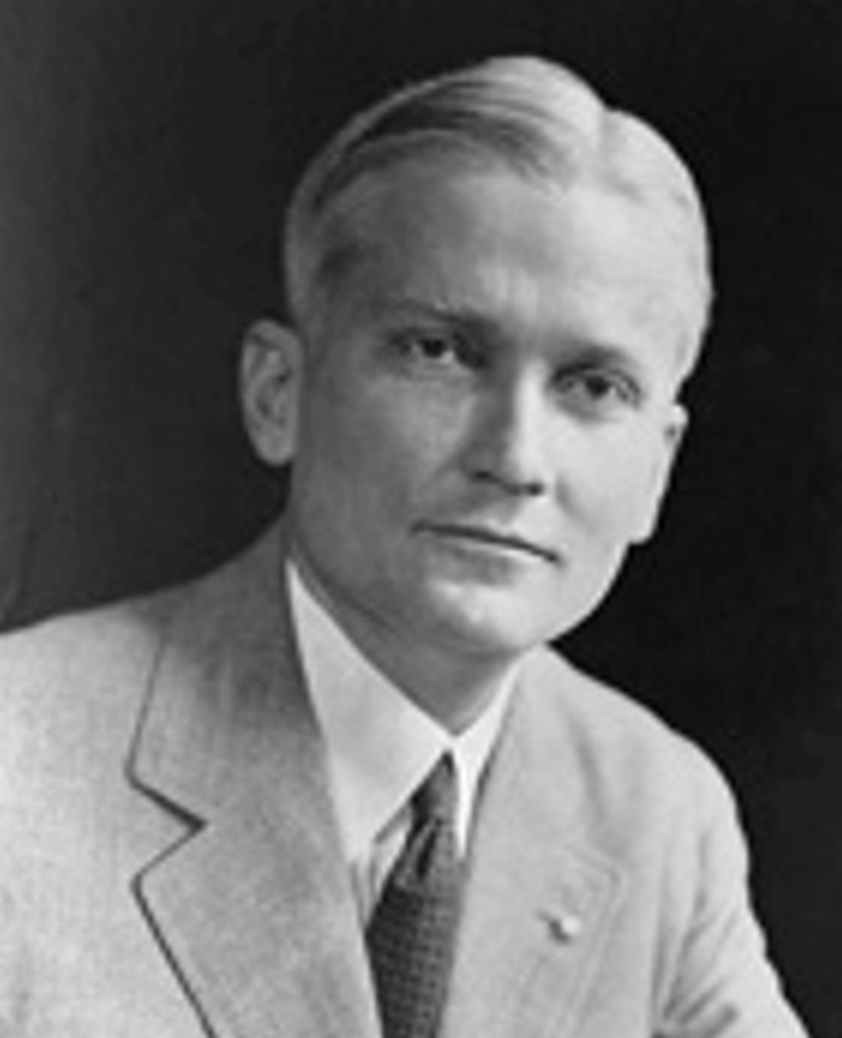
Hiram Bingham III, 69:e guvernör i Connecticut, känd för att ha återupptäckt Machu Picchu

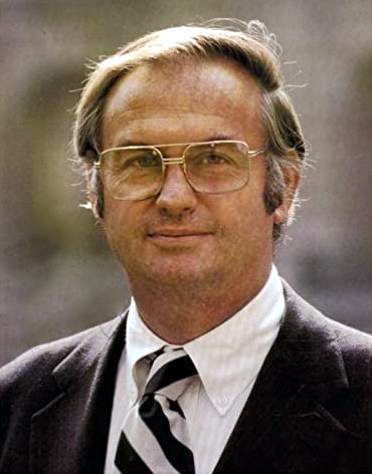
Lowell P. Weicker, Jr., 85:e guvernör i Connecticut

| N:r | Guvernör                 | Parti               | Ämbetsperiod                      | Viceguvernör                                                                 |
| --- | ------------------------ | ------------------- | --------------------------------- | ---------------------------------------------------------------------------- |
| 16. | Jonathan Trumbull        | Partilös            | 1 oktober 1769 - 13 maj 1784      | Matthew Griswold                                                             |
| 17. | Matthew Griswold         | Federalist          | 13 maj 1784 - 11 maj 1786         | Samuel Huntington                                                            |
| 18. | Samuel Huntington        | Federalist          | 11 maj 1786 - 5 januari 1796      | Oliver Wolcott                                                               |
| 19. | Oliver Wolcott           | Federalist          | 5 januari 1796 - 1 december 1797  | Jonathan Trumbull, Jr.                                                       |
| 20. | Jonathan Trumbull, Jr.   | Federalist          | 1 december 1797 - 7 augusti 1809  | John Treadwell                                                               |
| 21. | John Treadwell           | Federalist          | 7 augusti 1809 - 9 maj 1811       | Roger Griswold                                                               |
| 22. | Roger Griswold           | Federalist          | 9 maj 1811 - 25 oktober 1812      | John Cotton Smith                                                            |
| 23. | John Cotton Smith        | Federalist          | 25 oktober 1812 - 8 maj 1817      | Chauncey Goodrich                                                            |
| 24. | Oliver Wolcott, Jr.      | Toleration-partiet  | 8 maj 1817 - 2 maj 1827           | Jonathan Ingersoll/David Plant                                               |
| 25. | Gideon Tomlinson         | Demokrat-republikan | 2 maj 1827 - 2 mars 1831          | John Samuel Peters                                                           |
| 26. | John Samuel Peters       | Nationalrepublikan  | 2 mars 1831 - 1 maj 1833          | Thaddeus Betts                                                               |
| 27. | Henry W. Edwards         | Demokrat            | 1 maj 1833 - 7 maj 1834           | Ebenezer Stoddard                                                            |
| 28. | Samuel A. Foot           | Whig                | 7 maj 1834 - 6 maj 1835           | Thaddeus Betts                                                               |
| 29. | Henry W. Edwards         | Demokrat            | 6 maj 1835 - 2 maj 1838           | Ebenezer Stoddard                                                            |
| 30. | William W. Ellsworth     | Whig                | 2 maj 1838 - 4 maj 1842           | Charles Hawley                                                               |
| 31. | Chauncey Fitch Cleveland | Demokrat            | 4 maj 1842 - 1 maj 1844           | William S. Holabird                                                          |
| 32. | Roger Sherman Baldwin    | Whig                | 1 maj 1844 - 6 maj 1846           | Reuben Booth                                                                 |
| 33. | Isaac Toucey             | Demokrat            | 6 maj 1846 - 5 maj 1847           | Noyes Billings                                                               |
| 34. | Clark Bissell            | Whig                | 5 maj 1847 - 2 maj 1849           | Charles J. McCurdy                                                           |
| 35. | Joseph Trumbull          | Whig                | 2 maj 1849 - 4 maj 1850           | Thomas Backus                                                                |
| 36. | Thomas H. Seymour        | Demokrat            | 4 maj 1850 - 13 oktober 1853      | Charles H. Pond/Green Kendrick/Pond igen                                     |
| 37. | Charles H. Pond          | Demokrat            | 13 oktober 1853 - 3 maj 1854      | vakant                                                                       |
| 38. | Henry Dutton             | Whig                | 3 maj 1854 - 2 maj 1855           | Alexander H. Holley                                                          |
| 39. | William T. Minor         | Knownothings        | 2 maj 1855 - 6 maj 1857           | William Field/Albert Day                                                     |
| 40. | Alexander H. Holley      | Republikan          | 6 maj 1857 - 5 maj 1858           | Alfred A. Burnham                                                            |
| 41. | William A. Buckingham    | Republikan          | 5 maj 1858 - 2 maj 1866           | Julius Catlin/Benjamin Douglas/Roger Averill                                 |
| 42. | Joseph R. Hawley         | Republikan          | 2 maj 1866 - 1 maj 1867           | Oliver Winchester                                                            |
| 43. | James E. English         | Demokrat            | 1 maj 1867 - 5 maj 1869           | Ephraim H. Hyde                                                              |
| 44. | Marshall Jewell          | Republikan          | 5 maj 1869 - 4 maj 1870           | Francis Wayland                                                              |
| 45. | James E. English         | Demokrat            | 4 maj 1870 - 16 maj 1871          | Julius Hotchkiss                                                             |
| 46. | Marshall Jewell          | Republikan          | 16 maj 1871 - 7 maj 1873          | Morris Tyler                                                                 |
| 47. | Charles R. Ingersoll     | Demokrat            | 7 maj 1873 - 3 januari 1877       | George G. Sill                                                               |
| 48. | Richard D. Hubbard       | Demokrat            | 3 januari 1877 - 9 januari 1879   | Francis Loomis                                                               |
| 49. | Charles B. Andrews       | Republikan          | 9 januari 1879 - 5 januari 1881   | David Gallup                                                                 |
| 50. | Hobart B. Bigelow        | Republikan          | 5 januari 1881 - 3 januari 1883   | William H. Bulkeley                                                          |
| 51. | Thomas M. Waller         | Demokrat            | 3 januari 1883 - 8 januari 1885   | George G. Sumner                                                             |
| 52. | Henry B. Harrison        | Republikan          | 8 januari 1885 - 7 januari 1887   | Lorrin A. Cooke                                                              |
| 53. | Phineas C. Lounsbury     | Republikan          | 7 januari 1887 - 10 januari 1889  | James L. Howard                                                              |
| 54. | Morgan G. Bulkeley       | Republikan          | 10 januari 1889 - 4 januari 1893  | Samuel E. Merwin                                                             |
| 55. | Luzon B. Morris          | Demokrat            | 4 januari 1893 - 9 januari 1895   | Ernest Cady                                                                  |
| 56. | Owen Vincent Coffin      | Republikan          | 9 januari 1895 - 6 januari 1897   | Lorrin A. Cooke                                                              |
| 57. | Lorrin A. Cooke          | Republikan          | 6 januari 1897 - 4 januari 1899   | James D. Dewell                                                              |
| 58. | George E. Lounsbury      | Republikan          | 4 januari 1899 - 9 januari 1901   | Lyman A. Mills                                                               |
| 59. | George P. McLean         | Republikan          | 9 januari 1901 - 7 januari 1903   | Edwin O. Keeler                                                              |
| 60. | Abiram Chamberlain       | Republikan          | 7 januari 1903 - 4 januari 1905   | Henry Roberts                                                                |
| 61. | Henry Roberts            | Republikan          | 4 januari 1905 - 9 januari 1907   | Rollin S. Woodruff                                                           |
| 62. | Rollin S. Woodruff       | Republikan          | 9 januari 1907 - 6 januari 1909   | Everett J. Lake                                                              |
| 63. | George L. Lilley         | Republikan          | 6 januari 1909 - 21 april 1909    | Frank B. Weeks                                                               |
| 64. | Frank B. Weeks           | Republikan          | 21 april 1909 - 4 januari 1911    | vakant                                                                       |
| 65. | Simeon E. Baldwin        | Demokrat            | 4 januari 1911 - 6 januari 1915   | Dennis A. Blakeslee/Lyman T. Tingier                                         |
| 66. | Marcus H. Holcomb        | Republikan          | 6 januari 1915 - 5 januari 1921   | Clifford B. Wilson                                                           |
| 67. | Everett J. Lake          | Republikan          | 5 januari 1921 - 3 januari 1923   | Charles A. Templeton                                                         |
| 68. | Charles A. Templeton     | Republikan          | 3 januari 1923 - 7 januari 1925   | Hiram Bingham III                                                            |
| 69. | Hiram Bingham III        | Republikan          | 7 januari 1925 - 8 januari 1925   | John H. Trumbull                                                             |
| 70. | John H. Trumbull         | Republikan          | 8 januari 1925 - 7 januari 1931   | J. Edwin Brainard/Ernest E. Rogers                                           |
| 71. | Wilbur Lucius Cross      | Demokrat            | 7 januari 1931 - 4 januari 1939   | Samuel R. Spencer/Roy C. Wilcox/T. Frank Hayes                               |
| 72. | Raymond E. Baldwin       | Republikan          | 4 januari 1939 - 8 januari 1941   | James L. McConaughy                                                          |
| 73. | Robert A. Hurley         | Demokrat            | 8 januari 1941 - 6 januari 1943   | Odell Shepard                                                                |
| 74. | Raymond E. Baldwin       | Republikan          | 6 januari 1943 - 27 december 1946 | William L. Hadden/Charles Wilbert Snow                                       |
| 75. | Charles Wilbert Snow     | Demokrat            | 27 december 1946 - 8 januari 1947 | vakant                                                                       |
| 76. | James L. McConaughy      | Republikan          | 8 januari 1947 - 7 mars 1948      | James C. Shannon                                                             |
| 77. | James C. Shannon         | Republikan          | 7 mars 1948 - 5 januari 1949      | Robert E. Parsons                                                            |
| 78. | Chester Bowles           | Demokrat            | 5 januari 1949 - 3 januari 1951   | William T. Carroll                                                           |
| 79. | John Davis Lodge         | Republikan          | 3 januari 1951 - 5 januari 1955   | Edward N. Allen                                                              |
| 80. | Abraham A. Ribicoff      | Demokrat            | 5 januari 1955 - 21 januari 1961  | Charles W. Jewett/John N. Dempsey                                            |
| 81. | John N. Dempsey          | Demokrat            | 21 januari 1961 - 6 januari 1971  | Anthony J. Armentano/Samuel J. Tedesco/ Fred J. Doocy/Attilio R. Frassinelli |
| 82. | Thomas J. Meskill        | Republikan          | 6 januari 1971 - 8 januari 1975   | T. Clark Hull/Peter L. Cashman                                               |
| 83. | Ella T. Grasso           | Demokrat            | 8 januari 1975 - 31 december 1980 | Robert K. Killian/William A. O'Neill                                         |
| 84. | William A. O'Neill       | Demokrat            | 31 december 1980 - 9 januari 1991 | Joseph J. Fauliso                                                            |
| 85. | Lowell P. Weicker, Jr.   | A Connecticut Party | 9 januari 1991 - 4 januari 1995   | Eunice Groark                                                                |
| 86. | John G. Rowland          | Republikan          | 4 januari 1995 - 1 juli 2004      | M. Jodi Rell                                                                 |
| 87. | M. Jodi Rell             | Republikan          | 1 juli 2004 - 5 januari 2011      | Kevin Sullivan/Michael Fedele                                                |
| 88. | Dan Malloy               | Demokrat            | 5 januari 2011 - 9 januari 2019   | Nancy Wyman                                                                  |
| 89. | Ned Lamont               | Demokrat            | 9 januari 2019 -                  | Susan Bysiewicz                                                              |